# Nader Kara
Nader Guma Kara (19 gennaio 1980) è un ex calciatore libico, di ruolo attaccante.

## Carriera

### Club
Nel 2006, dopo aver giocato con l'Al-Olympic Zawiya, passa all'Al-Ahly Tripoli. Nel 2011 si trasferisce in Libano, all'Al-Ahed Beirut.

### Nazionale
Ha debuttato in Nazionale nel 2001. Ha partecipato, con la Nazionale, alla Coppa d'Africa 2006. Ha collezionato in totale, con la maglia della Nazionale, 27 presenze e 4 reti.